# Martensodesmus himalayensis
Martensodesmus himalayensis är en mångfotingart som beskrevs av Sergei I. Golovatch 1987. Martensodesmus himalayensis ingår i släktet Martensodesmus och familjen Opisotretidae. Inga underarter finns listade i Catalogue of Life.